# Cotte
Eine Cotte, auch Kittel oder Cotta, war ein der Tunika ähnliches langärmeliges Schlupfkleid, das im Mittelalter von Männern und Frauen getragen wurde.	
Die Cotte war gefertigt aus Wolle, Leinen oder Seide. Der Schnitt war einfach und bestand aus rechteckiger Vorder- und Rückseite mit eingesetzten Keilen auf Hüfthöhe (Geren), die dem Gewand die Weite geben.
Die Cotte wurde über dem Unterkleid und unter dem Surcot getragen, wobei Rocksaum, Ärmelbündchen und Halsausschnitt der Cotte sichtbar blieben und deswegen häufig mit Borten und Stickereien verziert waren. Der Halsausschnitt für das Einschlupfen in die Cotte wurde meistens vorne in der Mitte getragen und durch einen Fürspann geschlossen.
Die Cotten der Frauen waren knöchel- oder bodenlang, während die Länge bei Männern je nach Epoche von bis zur Mitte der Oberschenkel reichend bis zu knöchellang variierte.
Ab dem 12. Jahrhundert gab es für die Damen Varianten, die tailliert geschnitten und mit angeschrägten, eingepassten Ärmeln versehen waren, die im unteren Ärmelteil eng anlagen. Diese Variante wurde durch die Verstärkung der weiblichen Reize als „sündig“ empfunden.